# David Kugler

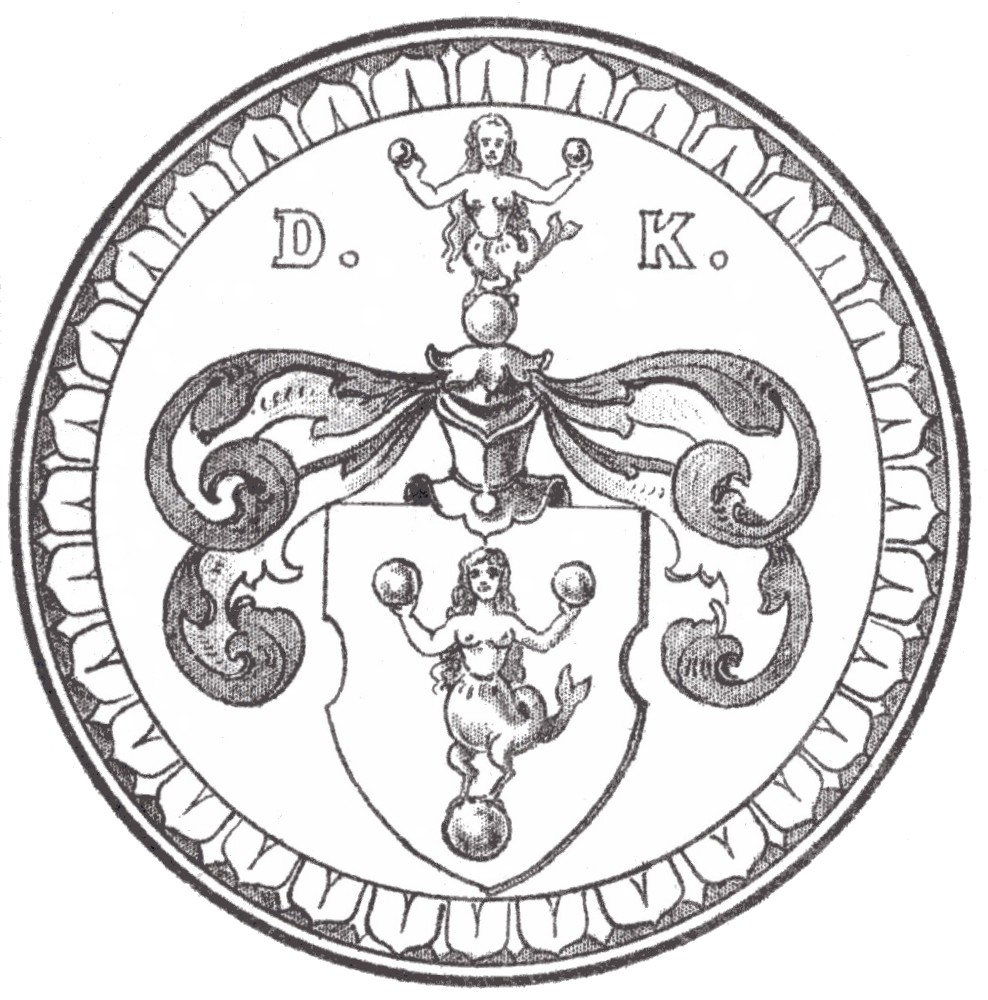
Wappen des David Kugler mit seinen Initialen:D.K

David Kugler (* vor 1574; † 25. Januar 1607 in Heilbronn) war von 1596 bis 1607 Bürgermeister von Heilbronn.

## Leben
Er war 1574 Mitglied des Gerichts, 1575 gehörte er dem kleinen Rat („von den burgern“) an. 
Er heiratete die Witwe Lutz und hatte mit Margerete drei Kinder: Maria, Agnes und Barbara.
Agnes heiratete erst Wolfgang Schnepff, einen Neffen von Erhard Schnepff, und später in zweiter Ehe den Sohn des Bürgermeisters Philipp Orth, Friedrich. Barbara heiratete einen anderen Sohn des gleichen Bürgermeisters Philipp Orth, nämlich Domenicus. Mit Domenicus hatte Barbara eine Tochter Maria, die Mutter des Bürgermeisters Johann Georg Becht wurde.